# Diodontodesmus woodfordi
Diodontodesmus woodfordi är en mångfotingart som beskrevs av Pocock 1897. Diodontodesmus woodfordi ingår i släktet Diodontodesmus och familjen Platyrhacidae. Inga underarter finns listade i Catalogue of Life.